# Natação nos Jogos Paralímpicos de Verão de 2012 - 50 m costas feminino
As competições de 50 metros costas feminino da natação nos Jogos Paralímpicos de Verão de 2012 foram disputadas entre os dias 5 e 6 de setembro no Centro Aquático de Londres, na capital britânica. Participaram desse evento atletas de 2 classes diferentes de deficiência.

## Medalhistas

### Classe S2
| Ouro   | CHN Feng Yazhu         |
| Prata  | UKR Ganna Ielisavetska |
| Bronze | UKR Iryna Sotska       |

### Classe S4
| Ouro   | NED Lisette Teunissen |
| Prata  | BRA Edênia Garcia     |
| Bronze | CHN Bai Juan          |

## S2
| Pos.   | Raia | Atleta                 | Tempo   | Notas           |
| ------ | ---- | ---------------------- | ------- | --------------- |
| Ouro   | 5    | CHN Feng Yazhu         | 1:03.00 | Recorde mundial |
| Prata  | 4    | UKR Ganna Ielisavetska | 1:04.14 | Recorde europeu |
| Bronze | 3    | UKR Iryna Sotska       | 1:05.16 |                 |
| 4      | 6    | UKR Daria Kopaieva     | 1:14.32 |                 |
| 5      | 2    | AUS Esther Overton     | 1:16.09 |                 |
| 6      | 7    | GRE Maria Kalpakidou   | 1:24.37 |                 |

## S4

### Eliminatórias

#### Eliminatória 1
| Pos. | Raia | Atleta                  | Tempo   | Notas |
| ---- | ---- | ----------------------- | ------- | ----- |
| 1    | 5    | CHN Bai Juan            | 54.00   | Q     |
| 2    | 4    | BRA Edênia Garcia       | 54.70   | Q     |
| 3    | 6    | RUS Irina Kolmogorova   | 56.51   | Q     |
| 4    | 3    | USA Aimee Bruder        | 1:03.44 | Q     |
| 5    | 2    | GRE Semicha Rizaoglou   | 1:08.13 |       |
| 6    | 7    | KAZ Zulfiya Gabidullina | 1:10.12 |       |

#### Eliminatória 2
| Pos. | Raia | Atleta                | Tempo   | Notas |
| ---- | ---- | --------------------- | ------- | ----- |
| 1    | 4    | NED Lisette Teunissen | 52.90   | Q     |
| 2    | 5    | UKR Olga Sviderska    | 59.82   | Q     |
| 3    | 3    | SWE Jennie Ekström    | 1:01.53 | Q     |
| 4    | 6    | POL Karolina Hamer    | 1:05.62 | Q     |
| 5    | 7    | KOR Jeon Mikyoung     | 1:06.97 |       |
| 6    | 2    | GER Annke Conradi     | 1:07.24 |       |
| 7    | 1    | GER Vera Thamm        | 1:16.89 |       |

### Final
| Pos.   | Raia | Atleta                | Tempo   | Notas           |
| ------ | ---- | --------------------- | ------- | --------------- |
| Ouro   | 4    | NED Lisette Teunissen | 51.51   |                 |
| Prata  | 3    | BRA Edênia Garcia     | 53.85   |                 |
| Bronze | 5    | CHN Bai Juan          | 54.33   |                 |
| 4      | 6    | RUS Irina Kolmogorova | 55.37   |                 |
| 5      | 2    | UKR Olga Sviderska    | 58.20   | Recorde europeu |
| 6      | 7    | SWE Jennie Ekström    | 1:00.37 |                 |
| 7      | 1    | USA Aimee Bruder      | 1:04.50 |                 |
| 8      | 8    | POL Karolina Hamer    | 1:06.08 |                 |

Legenda
| Recorde mundial      | Recorde mundial (World record)               |                       | Recorde africano                      | Recorde africano (African) |                                           | Q | Classificado por posição (Qualified) |
| Recorde paralímpico  | Recorde paralímpico (Paralympic record)      | Recorde da América    | Recorde da América (Americas)         | q                          | Classificado por melhor tempo (Qualified) |   |                                      |
| Melhor marca do ano  | Melhor marca do ano (World leading)          | Recorde asiático      | Recorde asiático (Asian)              | DNS                        | Não largou (Did not start)                |   |                                      |
| Recorde nacional     | Recorde nacional (National record)           | Recorde europeu       | Recorde europeu (European)            | DNF                        | Não terminou (Did not finish)             |   |                                      |
| Recorde pessoal      | Recorde pessoal do atleta (Personal best)    | Recorde da Oceania    | Recorde da Oceania (Oceania)          | DSQ / DQ                   | Desclassificado (Disqualified)            |   |                                      |
| Recorde da temporada | Recorde da temporada do atleta (Season best) | Recorde sul-americano | Recorde sul-americano (South America) | NM                         | Sem marca (No mark)                       |   |                                      |